# Сакарци
Сакарци е село в Южна България. То се намира в община Тополовград, област Хасково.

## География
Село Сакарци се намира в Сакар планина, в нископланински район на 5 км западно от Тополовград източно от село Хлябово и на 254 km от София. Разположено е в подножието на връх Вишеград /853 м./ на място, осигуряващо мека зима и хладно лято.

## История
Старото име на селото (до 11 януари 1950 г.) е Крушево, жителите му се славели като добри лозари и винари, отглеждали са се тютюн, биволи и камили.
Прочутият хайдутин Ангел войвода, родом от село Дрипчево, се е укривал в Крушево и според легендата е заровил в близост до него част от съкровището си. През последните десетилетия на XVIII и началото на XIX в. района става арена на кърджалийски набези. По това време там шета Индже войвода, чийто байрактар е Кара Кольо от село Омарчево, според легендата станал по-късно игумен на близкия Устремски монастир „Света Троица“. По време на въстанието в Тракия през Руско-турската война в 1829 г.селото заедно с другите възстанали селища в Странджанско-Сакарския край получава от руския гарнизон на Созопол 2000 нови пушки изпратени от Одеса на въстаналите българи, отхвърлили турската власт в Източна Тракия.
 По-късно селото е опустошено от турците, оцелелите се преселват и образуват заедно със заварените там българи голямото с. Хлябово. След немного години част от бежанцте се връщат в старото землище и подновяват живота на селото, но вдигат къщите си далеч от пътя на по-скрито място.

В края на 1877 г. селото отново е заплашено от разорение от скитащи се дезертьори от разбитата турска армия, бягащи към Цариград. Те са пресрещнати от въоръжените мъже от малкото село, водени от местния първенец, който договаря с османците те да бъдат нахранени и пропуснати към Одрин, ако „пред него строшат пушките и пищовите си“. Споразумението е спазено и поредното кръвопролитие е избегнато. През януари 1878 г. района е освободен от настъпващите на юг руски войски, а през лятото на същата година, според Берлинския договор, влиза в пределите на автономната област Източна Румелия в Каваклийски кантон (околия) в Сливенския департамент (окръг). През май 1901 г. Каваклийска околия е разформирована и по-голямата част от селата, заедно с града, са включени в състава на Къзълагачката (Елховска) околия.

## Религии
Старо чисто българско православно село. Опожарявано два пъти от турците. Издигната e малка черква „Св. Марина“.

## Обществени институции
Училището, кметството и селският магазин са закрити през 90-те години и сградите им днес са приватизирани. От 2002 г. отваря врати Клуб „Армуда“, с басейн, зоокът, механа и места за непретенциозен подслон на туристи. На 21.04.2009 г. в Сакарци е проведено учредителното събрание на сдружението „Келтско наследство“
, и селото наред с близкото Хлябово и гр. Бургас са единствените три центъра на движението.

## Редовни събития
На 17 юли всяка година се прави голям курбан при храма „Св. Марина“.

## Културни и природни забележителности
Край селото са открити добре запазени прототракийски мегалитни съоръжения – долмени. Те са светилищно-погребални обекти и датират от средата и края на II хил. пр.н.е. по открити керамични фрагменти и сечива от бронзовата, желязната и средновековната епохи. Вероятно са ползвани многократно през цялото I хил. пр.н.е. Изградени са от големи добре оформени мегалитни плочи, засипани с могилен насип, поставените вертикално мегалитни плочи са оформени сегментно и са вкопани в предварително подготвен изкоп, а в челните е пробит добре оформен входен отвор. Местните хора ги наричат „пещери“.
Старият римски път, пресичащ дъбовите гори по билото на планината, все още е годен и се ползва, по него може да се стигне до Тополовград, до „Голямата звезда“, между селата Българска поляна и Черепово, където се кръстосват 6 пътя, и на юг към Одрин. Най-високият връх на Сакар е само 856 м, но е военно поделение и режимът на преминаване е ограничен.
Интересни са надгробните кръстове, на които освен изписаното име задължително ще видим и скромен релеф, представящ погребания как упражнява своя занаят, като земеделец орач с рало и волове, домакиня с хурка и т.н. На 1 км от центъра на селото под внушителна скала е известното „Бабино Добрино изворче“, за което поверието твърди, че е лековито, а на наколо 2 км е микроязовирът „Копривец“, който е зарибен и подходящ за къпане. За цялата планина наоколо, дори за обработваните ниви се разказват иманярски легенди за скрити съкровища от времето на Александър Македонски до края на османската власт.
До средата на 60-те години на ХХв. само в този край на България са се отглеждали камили като селскостопански животни, от копринени буби се е точела свила, огромни черни биволи има все още, а в съседното село Орлов дол развъждат бизони. Сеят се пшеница, висококачествен ориенталски тютюн, фъстъци, бадеми, а в ХІХ в. е имало и рози за масло. Сакарският лозарски район от хилядолетия и днес дава едни от най-качествените червени вина на Балканите.
В района наред с глиганите, сърните, лисиците, чакалите, дивите котки, язовците, зайците, костенурките, дребните хищници, разнообразните гризачи, влечуги и различните птици тук, макар и трудно, не е изключено да се срещне вълк, видра, черен щъркел и изобилстват станалите изключително редки в България и в Европа различни видове орли, включително величествени царски орли, лешояди и други едри дневни и нощни грабливи птици. Те са защитени видове, гнездят по скалите и дупките в местността „Гарвански камък“ и в цялата околност. Местните хора се отнасят с уважение към тях и не е изключено в нечий двор във вас да се взре острият бистросив поглед на осиротяло орле или болен възрастен екземпляр грижливо хранен и гледан от стопаните. Полета на орлите е незабравимо зрелище сравнимо само с реенето на кондорите в Андите и привлича много туристи и природолюбители тук.

## Палеокастро
Крепостта Палеокастро е била слънчево светилище от бронзовата епоха, укрепено в Ранната античност и е използвана до ХІІ век. Тя се намира на невисок връх, на 2 км западно от Тополовград, в северните поли на Сакар. Останали са участъци, развалини от крепостната стена и разхвърляни камъни из околността. Предполага се, че крепостта е изградена от траките, подновявана е от византийците и българите.
Скалите на Палеокастро крият една древна загадка – 150-те скални дискове, изобразяващи Слънцето или Луната и Слънцето. Изображенията са на пръв поглед без определена подредба и последователност – с най-различен диаметър, едните са вдлъбнати, другите са изпъкнали, някои са по групи, а други – самотни.
Пътят за крепостта се отбива от шосето от Тополовград за с. Хлябово, изкачва се, след което се спуска в дол. Оттук се вижда хълмът, на който е крепостта.

## Кухня
Традиционните ястия са характерните за българите в региона на Южна Тракия от Беломорието и Одрин до Хасково и Малко Търново, но има и местни особености. Изобилстват плътни дълбоки вкусове с характерни аромати на червен пипер, кимион, джоджен и босилек.
Тук се прави характерната „Сакарска месеница“. Това е подобно на баница или по-точно на милинка ястие, което се приготвя, като се замесва тесто, но не с вода, а с пълномаслено, за предпочитане биволско мляко, добавят се още при месенето много яйца и маслено бяло сирене, отново обикновено биволско, не се разточва на кори, а се пече цяло като погача. Популярни са също катмите, печени на сач и гарнирани обилно с масло и овче или биволско сирене.
Друга местна рецепта е „Гергьовско агне по сакарски“. Особеното е, че агнето се нарязва на големи късове, които обилно се натриват с червен пипер и накълцан джоджен и се поливат с марината от зехтин и местно червено вино. Пече се в съд, на дъното на който и между всеки ред агнешки късове, поставени в него, се прави мрежа от лозови клонки, а отгоре всичко се покрива с лозови листа. От дреболиите се приготвя тлъста агнешка чорба също с много червен пипер, джоден и други подправки, а вместо оцет често ѝ сипват тежко червено вино. Обичайно е да се консумира не с вино, а със силната сакарска ракия.
Ракията, която се приготвя тук, обикновено е гроздова и както е по-често в Тракия голяма част от нея е доста силна – много над 40 градуса, при консумация не е необичайно в чашата да се досипе вода. За разлика от целия регион тук не е така популярно тя да се ароматизира с анасон и е предпочитан класическият ѝ аромат.
Сакарските вина са известни. Това по правило са тежки червени вина от мавруд, отел и други традиционни сортове или от по-новите сортове мерло и каберне. Често се пият изстудени и не е еретично да се разреждат със студена лимонада, сняг или по-съвременно с лед.